# Jason George
Jason Winston George (Virginia Beach, 9 februari 1972) is een Amerikaans acteur.

## Biografie
George studeerde in 1994 af aan de Universiteit van Virginia in Charlottesville in retorica, communicatie en drama. Hierna studeerde hij verder aan de Temple University in Philadelphia (Pennsylvania).
George begon in 1997 met acteren in de televisieserie Sunset Beach waar hij in 287 afleveringen speelde (1997-1999), waarna hij nog meerdere rollen speelde in televisieseries en films. Voor zijn rol in Sunset Beach werd hij in 1999 genomineerd voor een Daytime Emmy Award. Verder is hij bekend van zijn rol in Grey's Anatomy, waar hij al in 159 afleveringen speelde (2010-2024). 
George is in 1999 getrouwd waaruit hij een kind heeft.

## Filmografie

### Films
Uitgezonderd korte films.
- 2022: Give Me an A - als agent Hall
- 2020: Rocky Horror Show: Livestream Theater - als dr. Evertt V. Scott
- 2018: Indivisible - als Michael Lewis
- 2018: Breaking In - als Justin Russell
- 2017: Kidnap - als David
- 2016: Stars in Shorts: No Ordinary Love - als Kevin
- 2015: With This Ring - als Sean
- 2012: Playing for Keeps – als Chip Johnston
- 2009: Inside the Box – als Kyle Chisolm
- 2008: Broken Windows – als Walt
- 2008: Race – als Luke Harrison
- 2007: Three Can Play That Game – als Byron Thompson
- 2007: The Box – als Kirby Ferguson
- 2006: You Did What? – als Ben
- 2005: Bewitched – als omroeper E!
- 2002: Babershop – als Kevin
- 2002: Clockstoppers – als Richard
- 1999: Jigsaw – als tegenstander boksen
- 1998: Fallen – als student

### Televisieseries
Uitgezonderd eenmalige gastrollen.
- 2010-2024: Grey's Anatomy – als dr. Ben Warren – 159 afl.
- 2018-2024: Station 19 - dr. Ben Warren - 105 afl.
- 2013-2016: Mistresses – als Dominic Taylor – 28 afl.
- 2015: CSI: Cyber - als Colin Vickner - 2 afl.
- 2013-2014: Hit the Floor – als Michael – 4 afl.
- 2013: Witches of East End – als Adam Noble – 5 afl.
- 2011: Against the Wall – als Tony Miles – 3 afl.
- 2011: Off the Map – als dr. Otis Cole – 13 afl.
- 2009-2010: Eastwick – als Max Brody – 6 afl.
- 2008-2009: Eli Stone – als Keith Bennett – 20 afl.
- 2007-2008: ER – als Ethan Mackiner – 2 afl.
- 2006-2007: What About Brian – als Jimmy – 18 afl.
- 2003-2006: Eve – als J.T. Hunter – 66 afl.
- 2005-2006: Stargate SG-1 – als Jolan – 2 afl.
- 2005: Without a Trace – als Adisa Teno – 2 afl.
- 2002-2003: Half & Half – als Miles – 2 afl.
- 2003: Platinum – als Jackson – 3 afl.
- 2001-2002: Off Centre – als Nathan 'Status Quo' – 27 afl.
- 2000-2001: Titans – als Scott Littleton – 12 afl.
- 2000: Roswell – als agent Matheson – 2 afl.
- 1997-1999: Sunset Beach – als Michael Bourne – 287 afl.
- 1998-1999: Moesha – als Channing Lawrence – 2 afl.

- Biblioteca Nacional de España: XX4671674
- Bibliothèque nationale de France: cb15771144n (data)
- Gemeinsame Normdatei: 1282672681
- International Standard Name Identifier: 0000 0001 1949 677X
- Library of Congress Control Number: n2011030841
- Virtual International Authority File: 49555811
- WorldCat: E39PBJf4dYpjWb84hVxPYtRVG3